# Alexis Machuca
Pour les articles homonymes, voir Machuca.
Alexis Maximiliano Machuca est un footballeur argentin né le 10 mai 1990 à Rosario.

## Carrière
- 2006-2012 : Newell's Old Boys  Argentine
- 2013-2017 : Universidad de Concepción  Chili
- 2017-2018 : Estudiantes de San Luis  Argentine
- 2018-2019 : Gimnasia Jujuy  Argentine
- 2020- : Santiago Morning  Chili

## Palmarès
- Championnat d'Argentine:
  - Vice-champion: 2010-A.
- Championnat du Chili D2:
  - Vainqueur: 2013.
- Coupe du Chili:
  - Vainqueur: 2015.
- Supercoupe du Chili:
  - Finaliste: 2015.